# TV Fooor
TV Fooor byla soukromá slovenská televize, zaměřená na zábavu.
Sídlila v bratislavské části Záhorská Bystrica a její vysílání začalo 25. února 2013. TV Fooor byl členem skupiny CME a vysílala 24 hodin denně. Televize nabízela komediální filmy, seriály a pořady.
Od 24. dubna 2013 byla TV Fooor na Slovensku dostupná také prostřednictvím DVB-T (v 1. multiplexu).

## Pořady

### Zahraniční pořady
- Dva a půl chlapa

- Frasier
- Černí baroni
- Chuck
- Mike a Molly
- Pan a paní Smithovi
- Přátelé
- Shamelles

- Sabrina, mladá čarodějnice
- TELE TELE
- Teorie velkého třesku
- Zpátky do školy (anglicky se slovenskými titulky)
- Ženatý se závazky

### Dětské pořady
- Lucky Lucke

### Bývalá tvorba TV Markíza
- Aj múdry schybí
- Anderov Rebriňák
- A tento poznáte?
- Bonzáčik
- J. P. P.
- Partička
- Ptákoviny
- Slávici na ulici
- Smiechoty
- Všetci jsú za dverami

### Vlastní tvorba
- FOOOR DO RÁNA – program na příští vysílací den, vysílaný po půlnoci
- FOOORMANIA – živá TV soutěž, po půlnoci
- OOOPS! – legrácky
- TO NAJLEPŠIE ZO ZÁBAVY

## Ukončení vysílání
Televize ukončila své vysílání o půlnoci 31. prosince 2013 nejnovější komedií Někdo to rád blond. Filmy, které se na Fooor vysílaly, se přestěhovaly především na stanici Dajto. Těsně před půlnocí divákům oznámila svůj konec a snažila se přesměrovat na stanici Dajto.